# Auros
Auros ist eine französische Gemeinde mit 1046 Einwohnern (Stand 1. Januar 2022) im Département Gironde in der Region Nouvelle-Aquitaine. Sie gehört zum Kanton Le Réolais et Les Bastides. Die Bewohner nennen sich Aurossais.

## Geografie
Der Ort liegt auf einer mittleren Höhe von 100 Metern über dem Meer auf dem Hochland der Gironde, am Fluss Beuve, einem linken Nebenfluss der Garonne. Nordwestlich befinden sich Bordeaux in 58 Kilometer und Langon in 11 Kilometer Entfernung. Zu Auros gehört der Ortsteil Saint-Germain sowie zahlreiche verstreute Weiler.
Die Nachbargemeinden von Auros sind Brannens im Norden, Savignac im Nordosten, Berthez im Südosten, Brouqueyran im Südwesten, Coimères im Westen, Saint-Pierre-de-Mons im Nordwesten sowie Saint-Pardon-de-Conques und Bieujac im Nord-Nordwesten.

## Bevölkerungsentwicklung
| Jahr                       | 1962 | 1968 | 1975 | 1982 | 1990 | 1999 | 2011 | 2017 |
| Einwohner                  | 585  | 623  | 609  | 645  | 669  | 662  | 942  | 1020 |
| Quellen: Cassini und INSEE |      |      |      |      |      |      |      |      |

## Sehenswürdigkeiten
- Kirche Notre-Dame aus dem 11./12. Jahrhundert.[1]
- Kirche Notre-Dame, erbaut 1878[2]
- Auros hat einen botanischen Weg, an welchem Orchideen betrachtet werden können.[3]
- Waschhaus, erbaut Anfang des 20. Jahrhunderts

## Wirtschaft und Infrastruktur
In Auros gibt es eine Verteilzentrale für Erdgas.
Der nächste Autobahnanschluss befindet sich in Langon, an der Autoroute A62. Seit 2010 wird Auros zwischen Langon und Pau von der Autoroute A65 passiert. Die Départementsstraße D10 verbindet Auros mit Berthez und Langon.
Der nächste Bahnhof befindet sich in Langon, an der Linie Bordeaux –Sète der SNCF. Sie wird mit Personenzügen des TER Aquitaine befahren.